# هیده
هیده (به آلمانی: Heede) یک شهر  در آلمان است که در امسلاند واقع شده‌است. هیده ۲٬۱۷۴ نفر جمعیت دارد.